# Zapiski Koszalińskie
Zapiski Koszalińskie – kwartalnik ukazujący się od 1958 do 1968 roku. Wydawcą były Polskie Towarzystwo Historyczne Oddziały Województwa Koszalińskiego. Publikowane w nim były artykuły naukowe, recenzje, materiały dotyczące historii regionu koszalińskiego. Kwartalnik został zastąpiony przez pismo „Pobrzeże”.